# Arthur Trudeau
Arthur Gilbert Trudeau (Middlebury, 5 de julho de 1902 – Chevy Chase, 5 de junho de 1991) foi um tenente-general do Exército dos Estados Unidos. Ele é mais conhecido por seu comando da 7ª Divisão de Infantaria durante a Batalha de Pork Chop Hill na Guerra da Coréia.

## Vida pregressa
Trudeau nasceu em Middlebury, no estado de Vermont, em 5 de julho de 1902, e ingressou na Academia Militar dos Estados Unidos em West Point em 1920. Graduou-se na turma de 1924 e mais tarde serviu no 104º Regimento de Engenharia da Guarda Nacional de Nova Jersey.

## Carreira

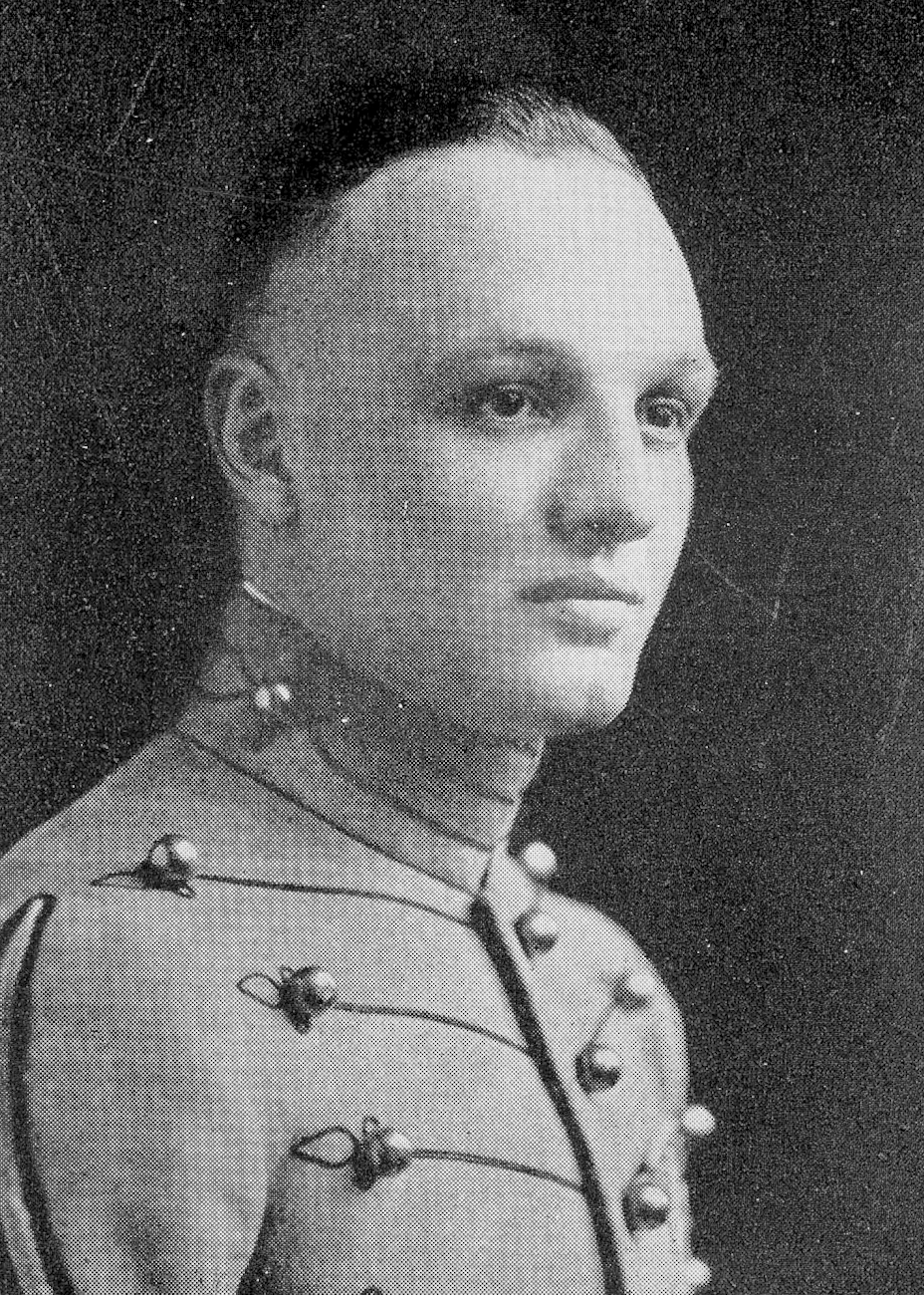
Em West Point em 1924.

Em 1944, Trudeau foi promovido a general de brigada. Considerado um especialista em guerra anfíbia como ex-chefe do Estado-Maior do Comando de Engenharia Anfíbia,  ele assumiu o comando de uma base secreta nas Filipinas em 1945, auxiliando na preparação para uma invasão do Japão que nunca aconteceu.
Em janeiro de 1946, Trudeau foi nomeado juiz do tribunal militar do General Masaharu Homma tendo em vista os crimes de guerra cometidos pelo seu comando durante a invasão das Filipinas; sentado no banco junto com o Major-General Leo Donovan, o Major-General Basilio Valdes, o Brigadeiro-General Robert G. Gard e o Brigadeiro-General Warren H. McNaught.
Após a guerra, serviu na Alemanha, antes de se tornar vice-comandante da Escola Superior de Guerra do Exército dos Estados Unidos em 1950.
Durante a Guerra da Coreia, Trudeau comandou a 7ª Divisão de Infantaria. Ele recebeu a Estrela de Prata liderando pessoalmente uma equipe de reconhecimento para explorar uma posição estratégica em Pork Chop Hill, enquanto esta estava sob forte fogo inimigo. Ele foi nomeado chefe da inteligência do exército em outubro de 1953, mas foi destituído do comando 20 meses depois, quando Allen W. Dulles, Diretor da Inteligência Central, enviou um contundente memorando de reclamações ao Pentágono. Embora o conteúdo do memorando não tenha sido tornado público, Trudeau era conhecido pelas suas vigorosas declarações anticomunistas e frequentemente entrava em conflito com outras autoridades do governo sobre as suas opiniões divergentes sobre as intenções comunistas. Ele retornou à Coreia para assumir o comando do I Corpo. Em 18 de outubro de 1956, Trudeau foi promovido a tenente-general. Em 1958, retornou a Washington como diretor de pesquisa e desenvolvimento do Exército.
Em março de 1959, o General Arthur G. Trudeau contemplou a ideia de um posto militar lunar. Em 11 de fevereiro de 1960, Trudeau revelou inadvertidamente informações confidenciais durante uma conferência de imprensa, quando revelou que uma explosão atómica poderia neutralizar uma bomba de hidrogénio através do princípio do fluxo de neutrons. O general disse que seria melhor ter "uma pequena explosão a 160 quilômetros de Hartford, Connecticut, do que uma grande explosão na cidade de Nova York".

## Vida posterior e morte
Após se reformar do exército em 1962, Trudeau chefiou o Gulf Labs da Gulf Oil Corporation em Pittsburgh até 1968. Ele então serviu como consultor especial do presidente da empresa aeroespacial Rockwell International de Pittsburgh até 1972.
Ao longo de seu serviço militar, Trudeau foi um defensor declarado da integração racial dos militares. Ele também disse que era do interesse do país que oportunidades educacionais fossem oferecidas aos desfavorecidos, para que pudessem aproveitar novas oportunidades de carreira. Trudeau é membro do Hall da Fama da Inteligência Militar.
Trudeau morreu em 5 de junho de 1991, em Chevy Chase, Maryland, e foi enterrado no Cemitério Nacional de Arlington.

## Prêmios e condecorações
- Medalha de Serviços Distintos com dois cachos de folhas de carvalho
- Medalha da Estrela de Prata com cacho de folhas de carvalho
- Legião do Mérito
- Medalha da Estrela de Bronze
- Medalha Aérea
- Medalha da Libertação das Filipinas
- Comendador da Ordem de Leopoldo II
- Ordem de Boyacá
- Ordem do Sol Nascente
- Cavaleiro Comendador da Ordem da Espada
- Medalha das Nações Unidas[3]